# Jamil Maluf
Jamil Maluf (Piracicaba, 1955) é um maestro, pianista e compositor brasileiro.

## Biografia
Nos anos 1970, estudou regência orquestral na Alemanha com Francis Travis e Cláudio Santoro e graduou-se em regência orquestral na Escola Superior de Música de Detmold, sob a orientação do Maestro Dr. Martin Stephani.
De volta ao Brasil em 1980, tornou-se o diretor artístico e regente titular da Orquestra Sinfônica Jovem do Theatro Municipal de São Paulo e, em 1990, criou a Orquestra Experimental de Repertório, sendo seu maestro por 24 anos, até fevereiro de 2014.
Foi também regente titular e diretor musical da Orquestra Sinfônica do Paraná,  de 2000 até o final de 2001.
Em 2002, com tradução  de Dante Pignatari e regência de Jamil Maluf, foi apresentada no Theatro Municipal a ópera "Hänsel und Gretel", do compositor alemão Engelbert Humperdinck o que  rendeu a  Maluf elogios da crítica especializada pela iniciativa.
De 2005 a 2009, foi diretor artístico do Theatro Municipal de São Paulo
Eleito quatro vezes melhor regente pela Associação Paulista de Críticos de Arte (APCA),  Maluf  é o atual diretor artístico e regente titular da Orquestra Sinfônica de Piracicaba, fundada em 1900. Também apresenta o programa semanal Intérprete, na rádio Cultura FM, em São Paulo.

## Prêmios
- 1980 e 1986: "Melhor Regente de Orquestra" - prêmio concedido pela APCA.
- 1985: "Melhor Regente de Orquestra" -  prêmio concedido pela Ordem dos Músicos do Brasil.
- 1996: Prêmio Carlos Gomes - na categoria "Regente de Ópera" concedidos pelo governo do Estado de São Paulo.
- 1997: "Personalidade Musical do Ano" - Prêmio Eleazar de Carvalho  concedido pelo governo do Estado de São Paulo.
- 1999: Prêmio APETESP pela peça teatral "Espias".
- 2000: Prêmio da APCA pela peça teatral "Imago"